# Ржавинецька сільська рада
Ржавине́цька сільська́ ра́да — адміністративно-територіальна одиниця та орган місцевого самоврядування в Заставнівському районі Чернівецької області. Адміністративний центр — село Ржавинці.

## Загальні відомості
- Населення ради: 3 079 осіб (станом на 2001 рік)

## Населені пункти
Сільській раді підпорядковані населені пункти:
- с. Ржавинці

## Склад ради
Рада складається з 20 депутатів та голови.
- Голова ради: Шафер Віталій Вікторович
- Секретар ради: Ілащук Марія Миколаївна

### Керівний склад попередніх скликань
| Прізвище, ім'я, по батькові | Основні відомості                                                               | Дата обрання | Дата звільнення |
| --------------------------- | ------------------------------------------------------------------------------- | ------------ | --------------- |
| Садовий Борис Володимирович | Сільський голова, 1957 року народження, освіта середня спеціальна, безпартійний | 26.03.2006   | 31.10.2010      |
| Садовий Борис Володимирович | Сільський голова, 1957 року народження, освіта середня спеціальна, безпартійний | 31.10.2010   |                 |

Примітка: таблиця складена за даними сайту Верховної Ради України

### Депутати
За результатами місцевих виборів 2010 року депутатами ради стали:

#### За суб'єктами висування
| Суб'єкт висування | Кількість обраних депутатів | %   |
| ----------------- | --------------------------- | --- |
| Самовисування     | 20                          | 100 |

#### За округами
| № округу | Прізвище, ім'я, по батькові     | Дата визнання обраним | Освіта             | Партійна приналежність | Відомості про обраного депутата                                    |
| -------- | ------------------------------- | --------------------- | ------------------ | ---------------------- | ------------------------------------------------------------------ |
| 1        | Меленчук Василь Павлович        | 02.11.2010            | вища               | позапартійний          | Ржавинецький навчально-виховний комплекс, вчитель географії        |
| 2        | Агатій Надія Іванівна           | 02.11.2010            | середня            | позапартійна           | пенсіонер                                                          |
| 3        | Ткач Сергій Олександрович       | 02.11.2010            | середня            | позапартійний          | Укртелеком, монтер                                                 |
| 4        | Пістрюга Роза Василівна         | 02.11.2010            | середня            | позапартійна           | Магазин, продавець                                                 |
| 5        | Кушнір Ольга Борисівна          | 02.11.2010            | середня спеціальна | позапартійна           | Ржавинецька сільська рада, секретар                                |
| 6        | Паланиця Василь Іванович        | 02.11.2010            | середня            | позапартійний          | приватний підприємець, продавець                                   |
| 7        | Вакареско Іван Федорович        | 02.11.2010            | середня спеціальна | позапартійний          | Ржавинецький навчально-виховний комплекс, вчитель музики           |
| 8        | Меленчук Леся Василівна         | 02.11.2010            | середня спеціальна | позапартійна           | Ржавинецький навчально-виховний комплекс, повар                    |
| 9        | Верешко Віктор Володимирович    | 02.11.2010            | середня            | позапартійний          | приватний підприємець, продавець                                   |
| 10       | Герасимчук Олександр Вікторович | 02.11.2010            | середня спеціальна | позапартійний          | МТК «Калинівський ринок», контролер-касир                          |
| 11       | Михайлюк Людмила Василівна      | 02.11.2010            | вища               | позапартійна           | Ржавинецький навчально-виховний комплекс, вчитель молодших класів  |
| 12       | Коржос Оксана Петрівна          | 02.11.2010            | середня спеціальна | позапартійна           | приватний підприємець, продавець                                   |
| 13       | Герасимчук Валентина Василівна  | 02.11.2010            | вища               | позапартійна           | Ржавинецький навчально-виховний комплекс, вчитель української мови |
| 14       | Колесник Євгеній Іванович       | 02.11.2010            | середня            | позапартійний          | пенсіонер                                                          |
| 15       | Герасимчук Афанасій Павлович    | 02.11.2010            | середня            | позапартійний          | Рухотинське лісництво, лісник                                      |
| 16       | Василенко Антоніна Сергіївна    | 02.11.2010            | вища               | позапартійна           | Ржавинецький навчально-виховний комплекс, вчитель української мови |
| 17       | Дудчак Людмила Петрівна         | 02.11.2010            | вища               | позапартійна           | Ржавинецька сільська рада, головний бухгалтер                      |
| 18       | Золотарьова Світлана Миколаївна | 02.11.2010            | середня спеціальна | позапартійна           | тимчасово не працює                                                |
| 19       | Геньга Микола Сергійович        | 02.11.2010            | середня            | позапартійний          | пенсіонер                                                          |
| 20       | Миронюк Анатолій Васильович     | 02.11.2010            | вища               | позапартійний          | Ржавинецький навчально-виховний комплекс, вчитель малювання        |

## Населення
Згідно з переписом УРСР 1989 року чисельність наявного населення сільської ради становила 3166 осіб, з яких 1469 чоловіків та 1697 жінок.
За переписом населення України 2001 року в сільській раді мешкало 3075 осіб.

### Мова
Розподіл населення за рідною мовою за даними перепису 2001 року:
| Мова       | Відсоток |
| ---------- | -------- |
| українська | 98,83 %  |
| російська  | 1,01 %   |
| молдовська | 0,06 %   |
| румунська  | 0,06 %   |
| білоруська | 0,03 %   |